# 四大河文明
四大河文明（river civilization）或いは 大河文化（river culture）とは、農業や国家、或いは 文明が大河やその支流に沿って位置しているものである。

## 歴史
最初の偉大な文明は全て大河の流域で成長した。もっとも古い文明は中東において、前3300年から前2500年にティグリス川とユーフラテス川流域のメソポタミアと名付けられた文明で、メソポタミアは川の間の土地を意味した。エジプトのナイル川渓谷は前5500年の早期に農業住居が見られるが、エジプトの文明としての成長は3100年頃に始まった。三番目の文明は前2600年頃に現在のインドとパキスタンの一部であるインダス川で成長した。第四の大河文明は前1700年頃に中国の黄河沿いに現れた黄河文明として知られるものである。

## 文明成立の原因
諸文明は様々な理由で大河流域で成長する傾向がある。もっとも明白なのは人間と農耕が必要とする水資源へのアクセスが常に容易であることがあげられる。豊富な水と周期的な毎年の洪水により適度な塩分を含んだ土壌は農耕村落持続の必要分を越えた高い収穫を可能とした。これは都市（cityはcivilizationという用語の起源である）や建築物の建設や鉱業や交易といった非農耕業務に共同体のメンバーを参加させることが可能とした。

## 初期の文明
メソポタミアはもっとも早期の大河文明であり、前3500年にはじまった。 文明は規則的な交易関係がティグリス川やユーフラテス川沿いの他の複数の都市や国家の間に築かれた後形成された。メソポタミアの諸都市は自治都市となった。この文明における都市のひとつであるウルクは史上初の文字社会だった。実際それら全てが農耕の成長にとって肥沃で乾いた土地を作るため、二つの河の流域を灌漑するために運河で結合された。この文明の農業における増産はメソポタミアの諸都市諸国家を通して人口成長をもたらした。
エジプトも地域の河川（ナイル川）から灌漑システムを構築したが、他の諸文明とは異なっていた。というのは、 その灌漑システムは他よりも複雑だったからである。エジプト人は穀物を輪作し、新鮮な水から塩分が堆積することを防ぎ、土地の生産力を上げた。ナイル川は文明間の交通を容易にし、実際前3000年に一つの社会に統合されるまで二つの南北の王国が形成されていた。
インダス文明は、豊富な歴史を持つエジプトやメソポタミア、中国とは異なり、あまり知られていない。 1920年代に発掘されたハラッパー社会は謎を残している。なぜならハラッパーの書記システムはまだ解読されていないためである。文字はエジプトやメソポタミアのものよりも大きく、支配階級や暴力の不足が見られることを考慮すると不思議である。他と区別された埋葬地区がなく、公的軍隊の存在をうかがわせる証拠も多くはない。しかしながら歴史家達は支配階級と軍隊に関する知識の不足はおもにハラッパーの文字の解読ができないことが原因だと信じている。
紀元前3世紀までに中国において、各地に割拠する諸公国が社会の基本単位だった。初期中国の部族は父系氏族に組織化された。男はリーダーや同系氏族の一員としての役割を持ち、一方女性は"資産"だと考えられていて、本質的に同盟を打ち立てる部族間で交換された。女性が婚姻を通じて新たな系族に入ると、彼女達は嫡子を生むまでなんの地位も持たなかった。少年が成長すると、彼らの母親達は地位を得て子供を通じて安全を確保した。女性たちは息子たちに宮廷で卓越した地位を占めさせるための手立てを講じることで高い地位を得ることができたけれども、多くの女性は家内の諸事だけに力を裂くことに落ち着いた。初期中国文明では 儀式の場所も重要だった。儀式の場所に参加した人々は政治権力を持っていた。寺院は特別な系族にささげられ、礼拝が祖先に対して捧げられ豊作と幸運が祈願された。贈物は陶器や玉の彫物のようなものを含んでいた。考古学上の証拠は黄河流域において暴力が日常的に発生したことを示している。暴力は政治的リーダーシップの変化をもたらしたものの、その混乱から文化的重要な変化は起こらなかった。

## 関連文献
- Clayton, Peter A. & Dent, John (1973). The Ancient River Civilizations: Western Man & the Modern World. Elsevier. ISBN 9780080172095
- Rebecca Kraft Rector The Early River Valley Civilizations (First Humans and Early Civilizations)  Rosen Young Adult, reprint ed 2016, ISBN 978-1499463262